# Vajk Artúr
Vajk Artúr (eredetileg Weisz) (Hodrusbánya, 1893. március 20. – Budapest, Józsefváros, 1966. március 17.) bányamérnök, szakíró.

## Élete
Weisz Jakab és Weichherz Anna fia. Tanulmányait Selmecbányán kezdte, majd az első világháború után 1919-ben Sopronban fejezte be. 1920-tól csaknem 30 éven át a brennbergi szénbánya üzemvezetője volt. 
A bányában új eljárásokat vezetett be, például a gépesítést korlátozó gőzüzem helyett villamos energiát, a széles homlokú frontfejtést, illetve az addig csak külföldön alkalmazott sűrített levegős fúvótömedékelést. A működése alatt épített öt függőleges akna közül az 1939-ben hajtott Szent István-akna 620 m-es mélységét csak két évtized múlva érték el ismét. Gondot fordított a bánya szociális-kulturális létesítményeire is.
1945 után részt vett Brennbergbánya helyreállításában. 1948-tól az államosított szénbányák szénminőségi osztályát vezette. Az 1949-ben alapított Bányászati Kutató Intézet első igazgatója volt. 1954-1964 között a Bányászati Tervező Intézet technológiai osztályán dolgozott.
Sírja a Kozma utcai izraelita temetőben található.
Felesége Beck Erzsébet (1903–1986) volt.

## Művei
Műszaki cikkei a Bányászati és Kohászati Lapokban, egyéb cikkei a Természet és Technika folyóiratban jelentek meg.